# Carl Barkman

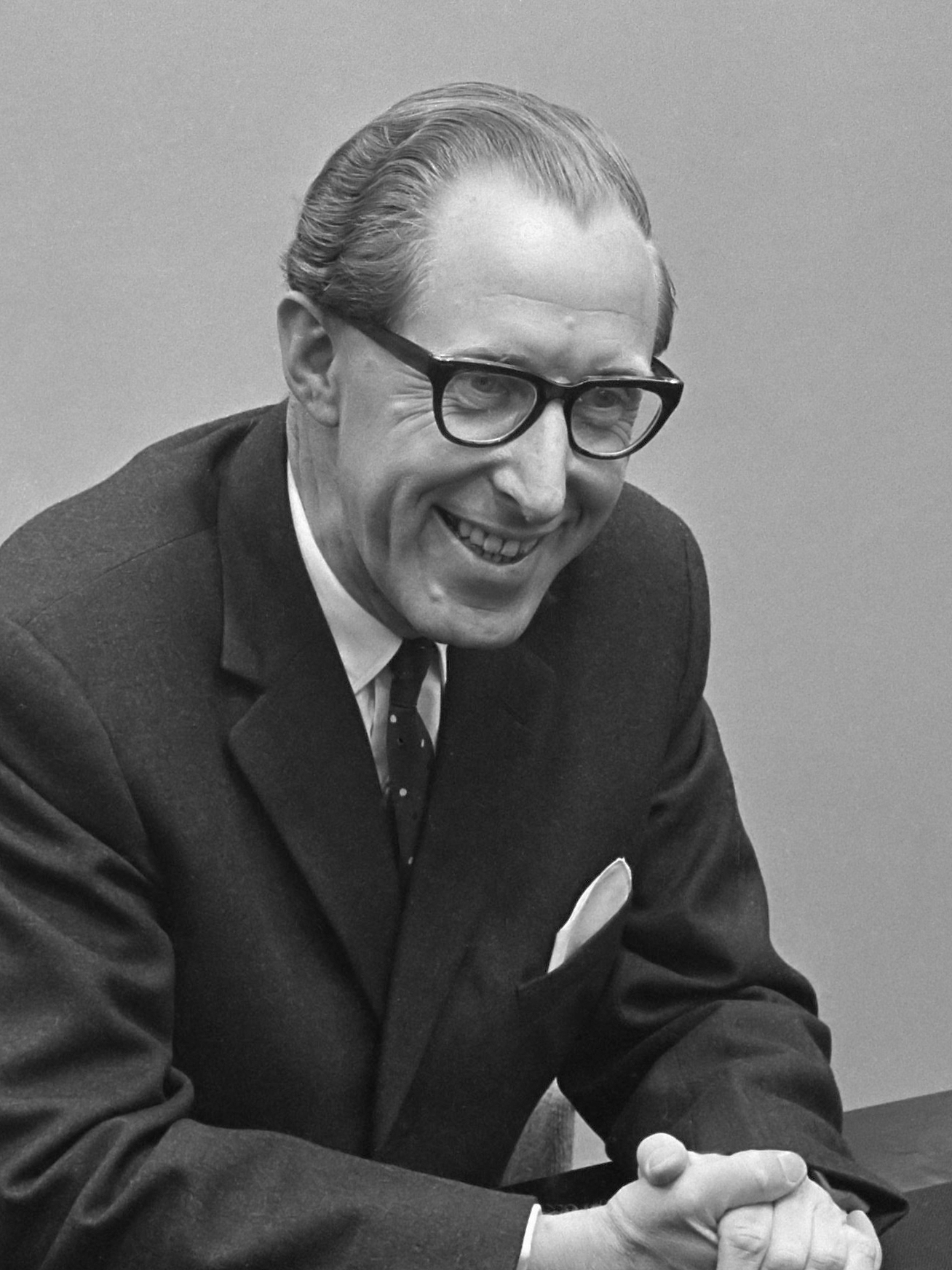
Carl Barkman (1963)

Carl Dietrich Barkman (Amsterdam, 14 september 1919 – Zeist, 17 oktober 2006) was een Nederlandse diplomaat en schrijver.
Carl Barkman werd vooral bekend door zijn biografie van Robert van Gulik getiteld Een man van drie levens. Als diplomaat was hij onder andere ambassadeur in Griekenland ten tijde van het kolonelsregime.

## Biografie
Carl Dietrich Barkman werd geboren in Amsterdam in 1919. Hij studeerde sinologie in Leiden, met als voornaamste bijvak Russische taal en letterkunde. Van zijn doctoraalscriptie over de migratie van de Oirat-Mongolen (Torgut en andere stammen) van Centraal-Azië naar Rusland en, anderhalve eeuw later, terug naar China, verscheen in 1955 een Engelse vertaling The Return of the Torghuts from Russia to China (Journal of Oriental Studies) in Hongkong. In 1945 kwam hij in de buitenlandse dienst, waar hij allereerst werkzaam was op de ambassade in China en later op posten als Moskou, Parijs, Jakarta en Den Haag (directeur Europese Zaken van het Ministerie van Buitenlandse Zaken). Als ambassadeur trad hij op in Athene, Tokio en Seoel, en Brussel (NAVO).
Hij heeft zich altijd beziggehouden met de ontwikkelingen in China en Rusland, ook wanneer hij in andere landen geplaatst was. Zijn ambtelijke activiteiten waren steeds min of meer gelijkelijk verdeeld tussen Europa (en NAVO) en Azië.
In Den Haag speelde hij een actieve rol in de Nederlandse tegenstand, onder leiding van Mr. Luns, tegen de plannen van Charles de Gaulle voor een politieke unie van de zes EEG-landen met uitsluiting van het Verenigd Koninkrijk, en in de campagne voor de Britse toetreding tot de Europese Gemeenschappen. In 1991 trad hij op als vicevoorzitter van de Europese Conferentie over Joegoslavië onder voorzitterschap van Lord Carrington.
Na zijn vervroegde pensionering in 1981 wijdde hij zich aan literaire activiteiten in combinatie met historisch onderzoek.. Zijn eerste publicatie was Ambassadeur in Athene dat handelt over een turbulente episode in de recente geschiedenis van Griekenland, het kolonelsregime. Barkman beschrijft het dilemma van de afgezant van een democratisch land in een dictatuur: het parlement van Nederland vroeg meermalen om scherpe kritiek tegen het regime, terwijl Barkman vreesde dat dat zijn taak als ambassadeur zou bemoeilijken.
Zijn tweede en misschien wel bekendste werk is Een man van drie levens, een biografie van de Nederlandse sinoloog/diplomaat/schrijver Robert van Gulik die hij samen met H. de Vries-Van der Hoeven schreef. Daarna volgde een boek over de periode van toenadering tussen Nederland en zijn voormalige kolonie Indonesië getiteld Bestemming Jakarta.
Ten slotte schreef hij aan het eind van de jaren 90 twee romans. Asaray, nomade tussen Rusland en China handelt over de terugkeer van de Torgut-Mongolen naar hun streek van herkomst die zij anderhalve eeuw eerder hadden verlaten. Barkmans tweede en laatste roman, Drakendans, vertelt het verhaal van een Chinese familie onder Mao. Zelf beschouwde hij dit als zijn meesterwerk.
Barkman schreef al zijn boeken eerst in het Engels. Slechts één ervan is daadwerkelijk in die taal uitgegeven: Ambassador in Athens. De biografie van Robert van Gulik is in het Frans verschenen onder de titel Les trois vies de Robert van Gulik, terwijl Asaray in het Russisch is vertaald als Наказ богов (Nakaz bogov).
Carl Barkman overleed op 17 oktober 2006 te Zeist na een kort ziekbed.

### Engels
- Ambassador in Athens (1989), The Merlin Press, Londen, ISBN 085036 3438
- The Mandate (ongepubliceerd)
- The Twisting Dragon (ongepubliceerd)

### Frans
- Les trois vies de Robert van Gulik (1997), Christian Bourgois, Parijs, ISBN 2 267 01375 4

### Russisch
- Наказ богов (2004-5), Teegin gerl, Elista (Kalmukkië)